# Зиновьев, Иван Самуилович
Иван Самуилович Зиновьев (род. 1924) — советский командир корабля Ту-104 Дальневосточного управления гражданской авиации Министерства гражданской авиации СССР. Герой Социалистического Труда (1973).

## Биография
Родился 16 октября 1924 года в селе Новомосковка, Осакаровского района Карагандинской области в семье служащих.
С 1941 года после окончания 10 классов Целиноградской средней школы был зачислен в 15-ю учебную авиаэскадрилью Гражданского Воздушного флота в городе Петропавловске.
В 1942 году служил в 3-й учебной авиаэскадрильи в городе Акстафа Азербайджанской ССР. С 1943 года для продолжения лётной подготовки был направлен в учебно-тренировочный отряд Гражданского Воздушного флота в город Новосибирск. С 1944 года — пилот 214-го отряда Гражданского Воздушного флота в городе Днепропетровск. С 1945 года служил — пилотом и вторым пилотом авиаотрядов Украинского управления гражданской авиации в городах Запорожье и Львов.
С 1951 по 1953 годы был в загранкомандировке в Китайской Народной Республике, где работал пилотом самолёта «Ли-2» в акционерном обществе Советско-китайского общества гражданской авиации. С 1953 по 1955 годы — работал вторым пилотом «Ли-2» в авиаотрядах на Украинской ССР.
5 ноября 1954 года «за отличие в труде» Указом Президиума Верховного Совета СССР И. С. Зиновьев был награждён Орденом Знак Почёта.
С 1955 года — командир самолёта «Ли-2» 142-го авиаотряда в Дальневосточном управление гражданской авиации. С 1957 года после прохождения переподготовки на реактивную технику, работал — вторым пилотом и с 1960 года — командиром корабля лайнера «Ту-104».
9 февраля 1973 года Указом Президиума Верховного Совета СССР «за выдающиеся достижения в выполнении плановых заданий по авиаперевозкам, применению авиации в народном хозяйстве страны и освоению новой авиационной техники» Иван Самуилович Зиновьев был удостоен звания Героя Социалистического Труда с вручением Ордена Ленина и золотой медали «Серп и Молот».
С 1975 по 1979 годы — заместитель командира эскадрильи объединённого отряда. С 1979 по 1982 годы — командир самолёта «Ил-14». С 1982 года работал старшим диспетчером.
В 1983 году на пенсии. Жил в городе Кишинёв, продолжил работать — начальником службы бортпроводников Молдавского управления гражданской авиации.
Иван Самуилович Зиновьев умер в 1990-е гг. в Хабаровске, похоронен на Центральном кладбище.

## Награды
- Медаль «Серп и Молот» (9.02.1973)
- Орден Ленина (9.02.1973)
- Орден Знак Почёта (5.11.1954)